# Alberts Bels
Alberts Belios, seudónimo de Jānis Cīrulis, (Municipio de Ropaži, 6 de octubre de 1938-11 de junio de 2024) fue un escritor letón.

## Biografía
Alberts Bels estudió ingeniería eléctrica durante la década de 1950 y también asistió a la Escuela de Arte del Circo de Moscú. Desde 1963 ha estado activo como escritor a tiempo completo. Su primera novela se publicó en 1967. Su obra ha sido descrita como ficción psicológicamente rica y varios de sus libros han sido adaptados al cine. También ha sido políticamente activo y una de sus novelas fue censurada por las autoridades soviéticas durante la década de 1960.
Fue miembro del Consejo Supremo de la República de Letonia y ha sido galardonado con la Medalla Conmemorativa para los Participantes de las Barricadas de 1991, un premio otorgado a quienes participaron en el enfrentamiento con las fuerzas soviéticas en 1991 conocido como Las Barricadas. Fue miembro honorario de la Academia de Ciencias de Letonia y ha sido galardonado con la Orden de las Tres Estrellas (3ª clase).